# 이지마역
이지마역(일본어: 飯島駅)은 일본 나가노현 가미이나군 이지마정에 위치한 도카이 여객철도 이다선의 철도역이다. 상대식 승강장 2면 2선의 구조를 갖춘 지상역이다.

## 타는 곳
| 승강장 | 노선     | 방향 | 행선지             |
| ------ | -------- | ---- | ------------------ |
| 1      | ■ 이다선 | 하행 | 다쓰노 방면        |
| 2      | ■ 이다선 | 상행 | 이다 · 덴류쿄 방면 |

## 역 주변
- 이지마 정청
- 국도 제153호선

## 역사
- 1918년
  - 2월 11일 : 이나 전차 궤도(1919년에 이나 전기 철도]]로 개칭)가 이나후쿠오카 종점(폐지)로부터 연신했던 때에 종착역으로서 개업. 일반역.
  - 7월 23일 : 이나 전차 궤도가 나나쿠보 역까지 연신해, 도중역으로 한다.
- 1943년 8월 1일 : 이나 전기 철도선이 이다선의 일부로서 국유화되어, 일본국유철도의 역이 된다.
- 1971년 12월 1일 : 화물의 취급을 폐지(여객역으로 한다).
- 1983년 2월 24일 : CTC화에 수반해 무인화.
- 1985년 3월 14일 : 하물의 취급을 폐지.
- 1987년 4월 1일 : 일본국유철도 분할 민영화에 의해, 도카이 여객철도가 승계.
- 2013년 4월 1일 : 지방자치단체에 의한 간이 위탁역으로 한다.

## 인접 역
| 도카이 여객철도 이다선 | 도카이 여객철도 이다선 | 도카이 여객철도 이다선     |
| ---------------------- | ---------------------- | -------------------------- |
| 나나쿠보 이다 방면     | ■ 쾌속 '미스즈'        | 이나후쿠오카 마쓰모토 방면 |
| 이나혼고 도요하시 방면 | ■ 보통                 | 다기리 다쓰노 방면         |